# فرودگاه مکدونالد
فرودگاه مکدونالد (به انگلیسی: Macdonald Airport) یک فرودگاه همگانی است که یک باند فرود شن و چمن دارد و طول باند آن ۷۳۲ متر است. این فرودگاه در کشور کانادا قرار دارد و در ارتفاع ۲۵۶ متری از سطح دریا واقع شده است.